# Château de Jeandelaincourt
Les Châteaux ou Maisons Fortes de Jeandelaincourt sont des édifices français situés en région Lorraine dans le département de Meurthe-et-Moselle, à 32 km au Nord-est de Nancy dans la vallée de la Seille sur la route des maisons fortes.

## Les châteaux de Jeandelaincourt
La vallée de la Seille compte de très nombreuses maisons fortes ; presque tous les villages ont eu ou conservent les vestiges d'une maison forte. Leur construction va du XIe siècle au XVe siècle pour s'achever à la fin de l'époque médiévale. Zone d'affrontement entre le duché de Lorraine, le comté de Bar, celui de Salm et les Trois-Évêchés, la maison forte est un moyen de prendre le contrôle et de protéger un territoire ou les passages de communication,.
La date de construction des châteaux de Jeandelaincourt, devenus maisons fortes, serait du XIVe au XVIIe siècle,.
Cité pour la première fois en l'an 1090 sous le nom "Godelincourt", le village voit se succéder plusieurs seigneurs chevaliers avant de se nommer définitivement Jeandelaincourt. Ces familles d’anciens chevaliers ont disparu depuis très longtemps et les vestiges de leurs maisons fortes se trouvent encore à « La Horgne » et non loin de l’église.

Vue aérienne
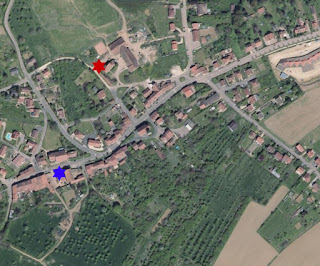
étoile bleue : Vieux château étoile rouge : Maison La Horgne

### Vieux château duXIVesiècle
La première Maison forte, autrefois nommé Vieux Château, est située en haut du village, non loin de l’église.
Elle possède une façade avec fenêtres à croisée et, au-dessus de la porte d’entrée, la date "1318" inscrite sous le blason des seigneurs de Jeandelaincourt. Cette dernière était également dotée d'une tour ronde malheureusement détruite aujourd'hui.

Le vieux château au XXe siècle
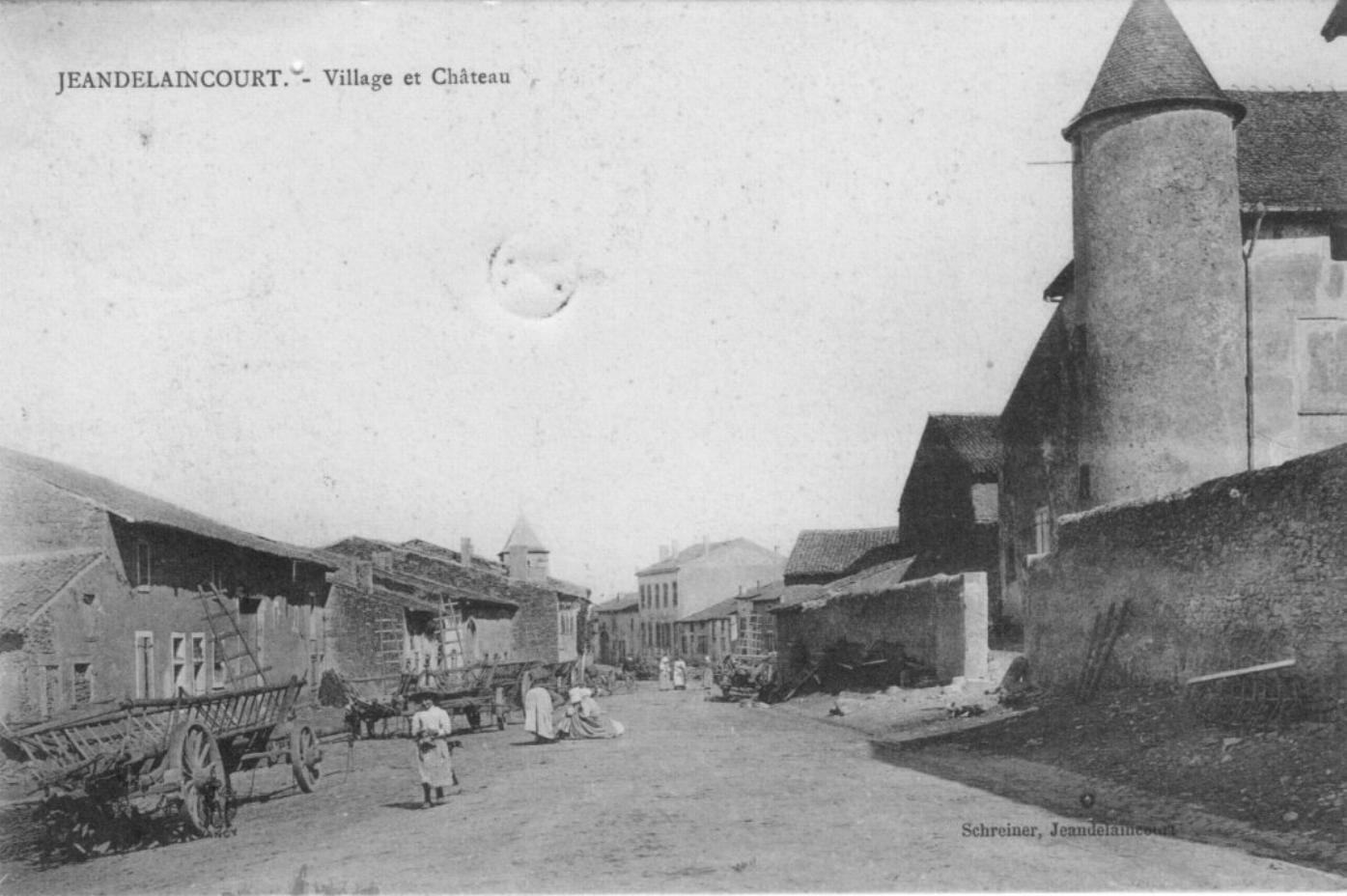
Village et château vers 1900.
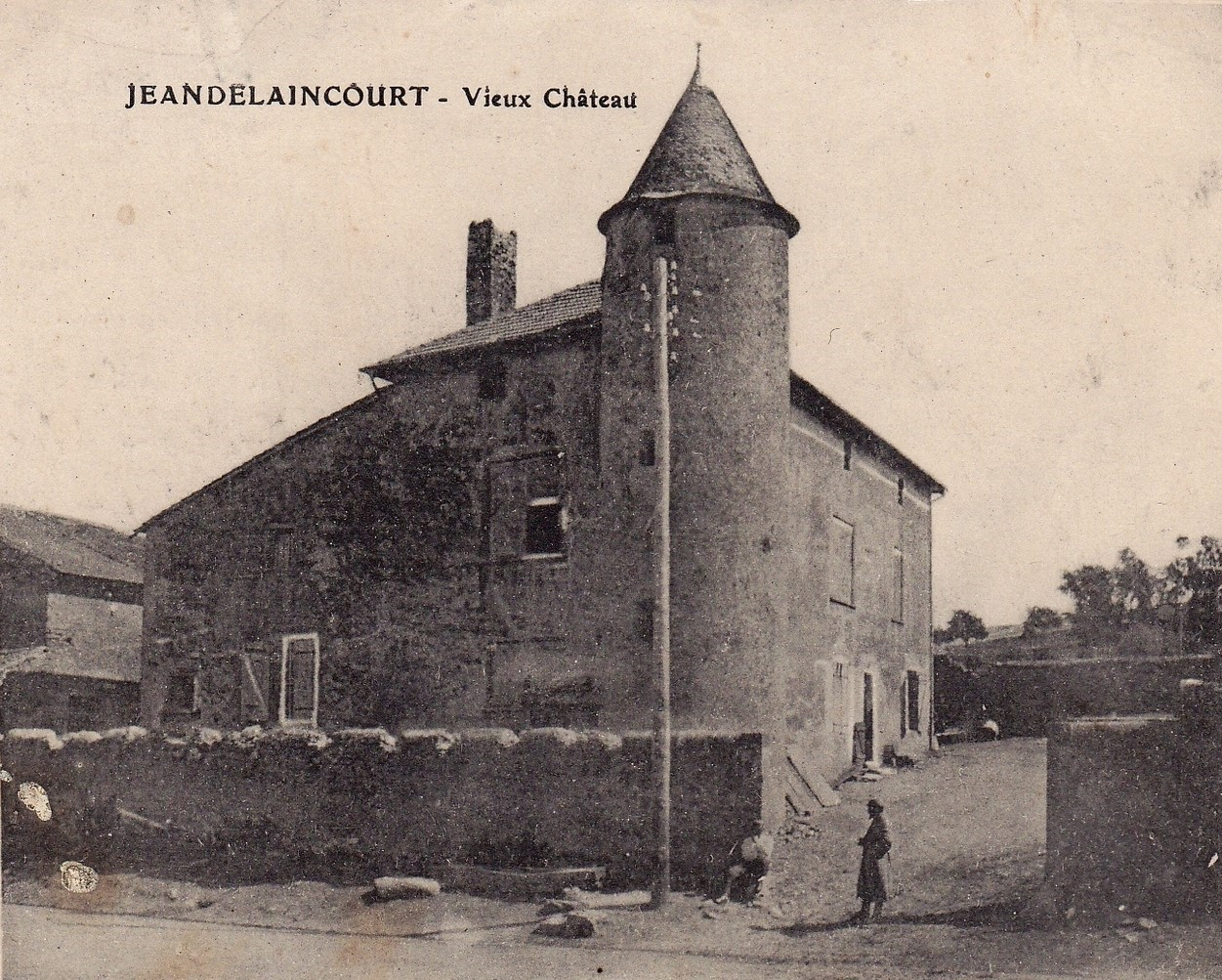
Le château et sa tour en 1915.

Le vieux château au XXIe siècle
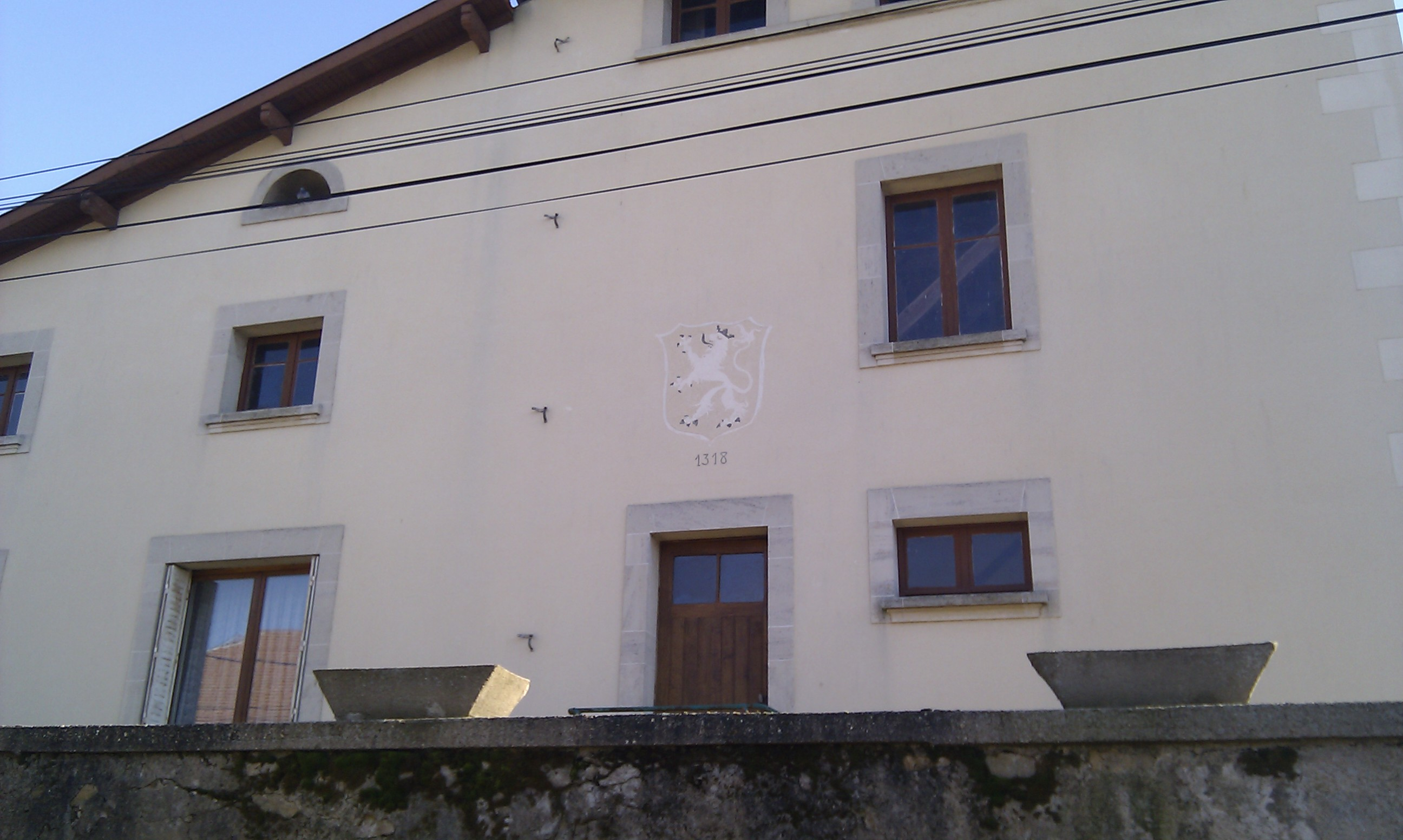
Façade du château datée "1318".
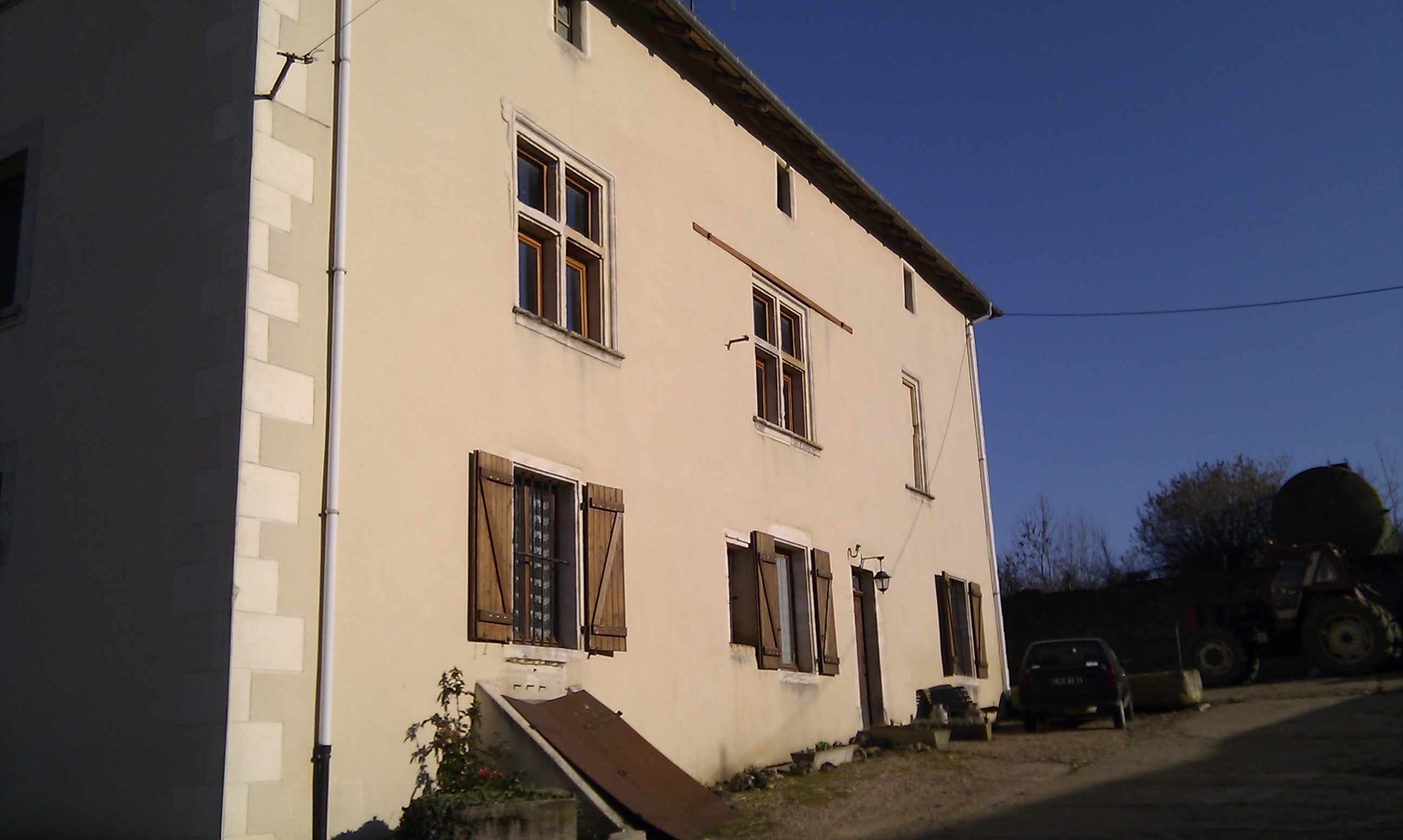
Château non loin de l'église en 2011.
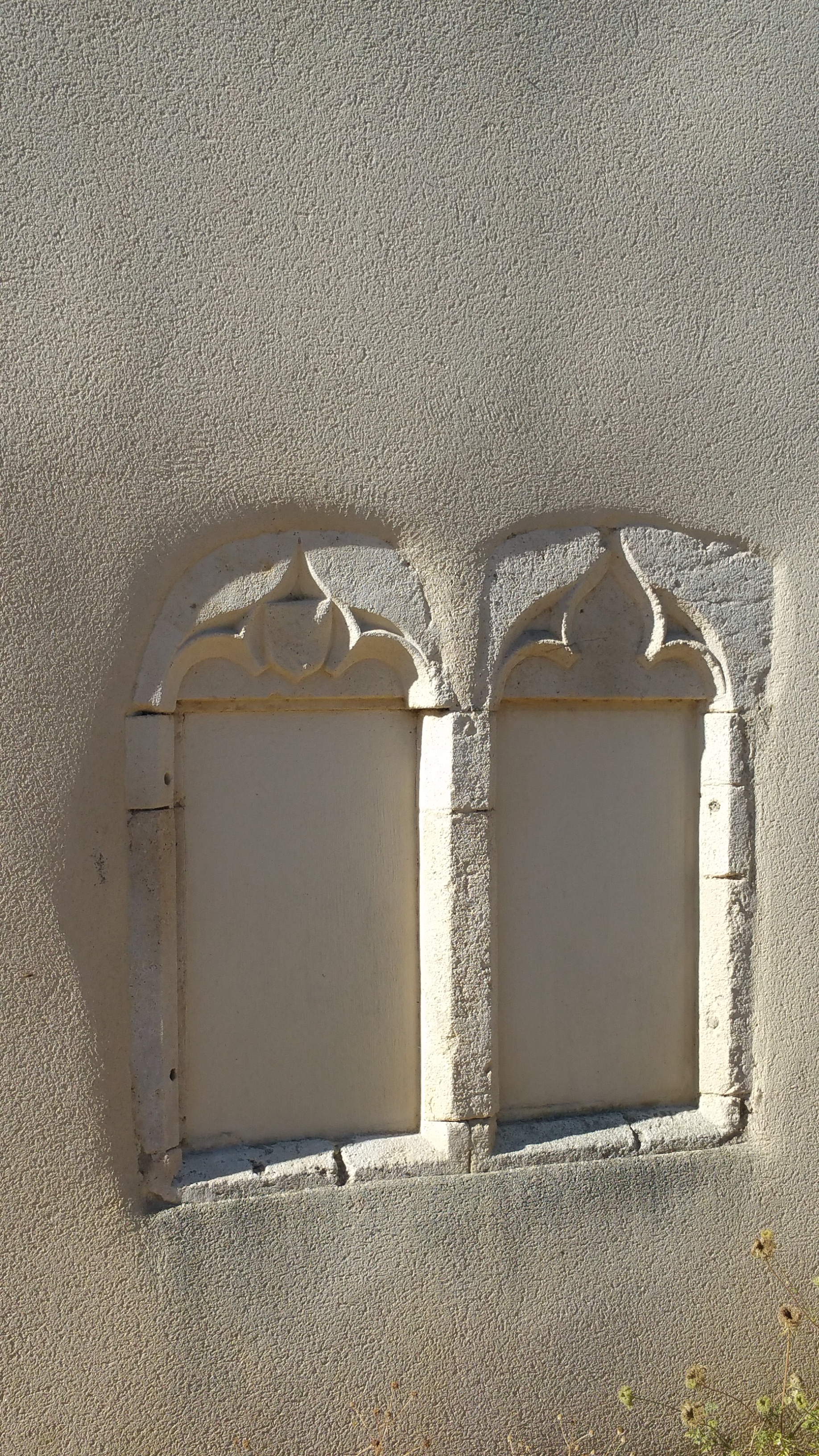
Détail (2016).

### Maison forteLa Horgne
La maison forte "La Horgne" est une imposante bâtisse à 150 m au nord de l'église, devenue ferme, en contrebas de la Grand-rue, au lieu-dit "La Horgne",.
À l'est subsiste un bâtiment rectangulaire de 9 × 5 m flanqué à l'ouest d'une tour circulaire de 3 m de diamètre pour 6 m de haut. Un autre bâtiment appuyé à angle droit, ferme l'ensemble au sud, autrefois entourée de fossé alimenté par le ruisseau voisin de la Crollière. La description des bâtiments est connue par un procès-verbal de 1768, au château de la Horgne : le logis comprend une cave, un rez-de-chaussée avec couloir central pavé, une chambre avec cheminée et fenêtre à meneaux, une cuisine, un garde-manger ; à l'étage un appartement et au second deux greniers communiquant l'un avec la chambre de la grosse tour, l'autre avec la petite tour. La cour était pavée et entourée d'une muraille sur laquelle s'appuyaient divers bâtiments.

Maison forte La Horgne
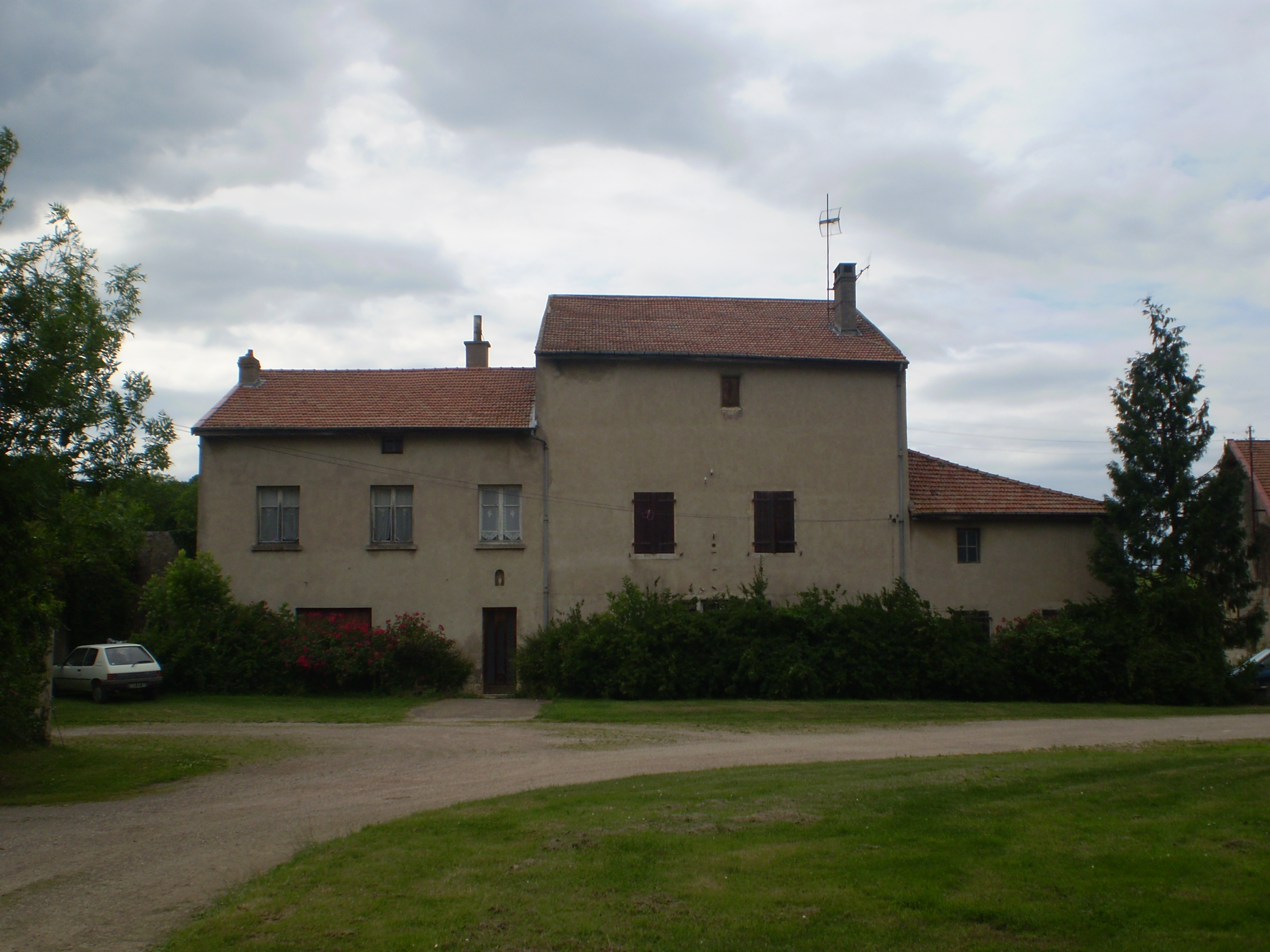
Façade de la maison forte.
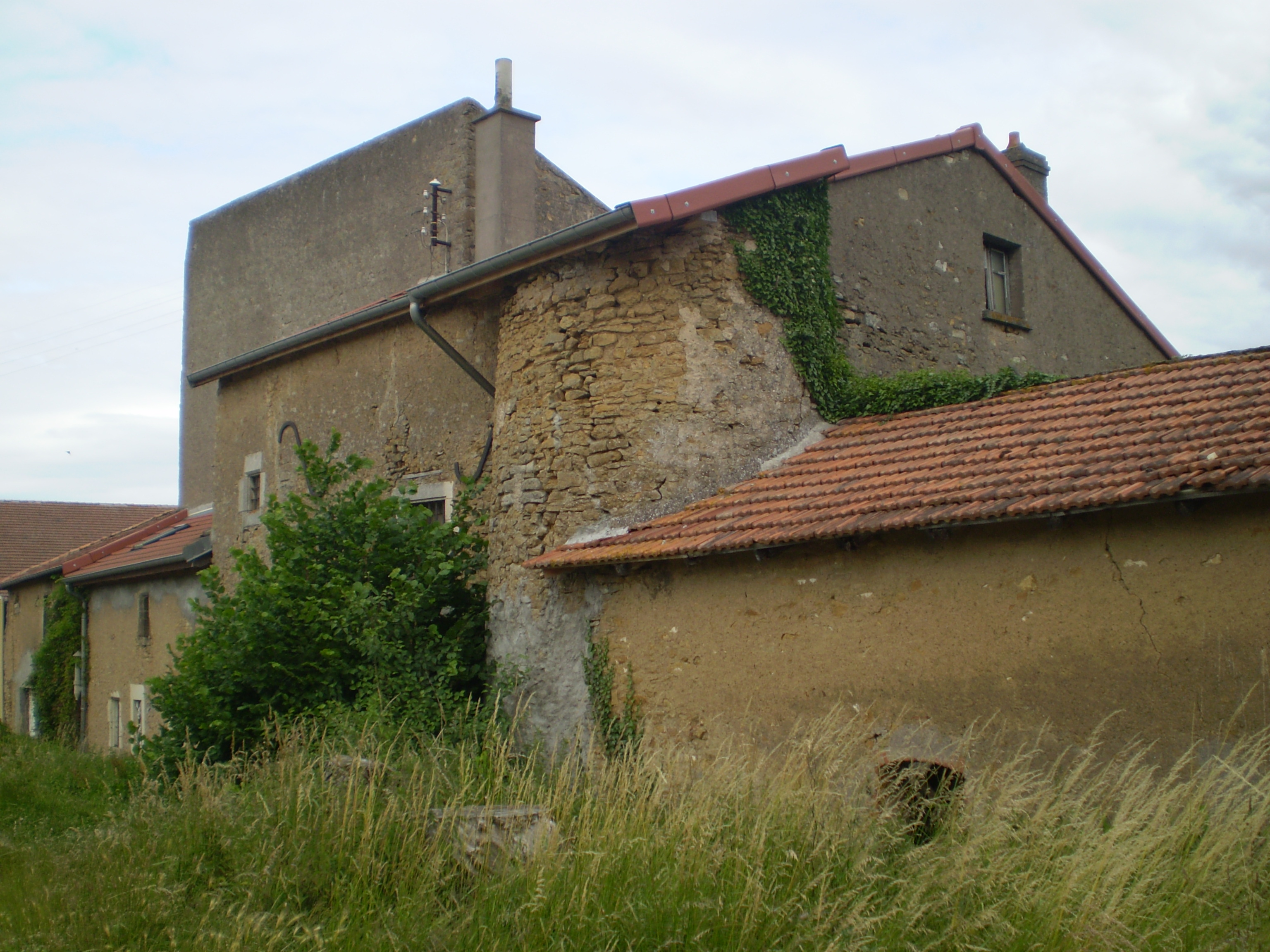
Arrière de la maison forte.
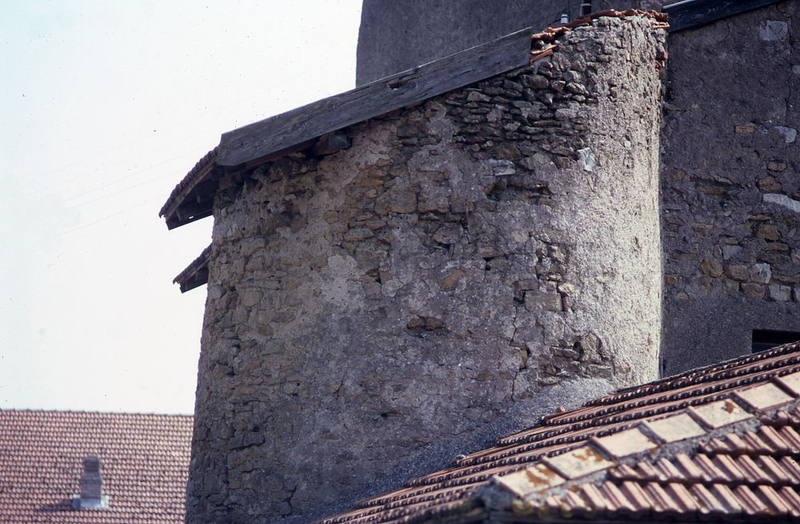
Tour de flanquement à l'arrière.

## Voir Aussi